# Churchill Cup
Der Churchill Cup (aus Sponsoringgründen auch Barclays Churchill Cup genannt) war ein jährlich stattfindendes Rugby-Union-Turnier, das von Männer- und Frauen-Nationalmannschaften aus England, Kanada und den USA ausgetragen wurde. Außerdem wurden jeweils drei weitere Mannschaften eingeladen. Benannt war das Turnier nach dem ehemaligen britischen Premierminister Winston Churchill. Die erste Austragung war 2003, die letzte 2011.

## Übersicht
Teilnehmer des ersten Turniers waren Kanada, die USA und die Reserve-Nationalmannschaft Englands. Der Weltverband International Rugby Board wollte mit diesem Turnier die nordamerikanischen Nationalmannschaften näher an die Weltspitze heranbringen. Wegen des großen Leistungsgefälles nahmen auf englischer Seite die seit 2006 als England Saxons bezeichneten Reserven teil. Bei den Frauen war die eigentliche Nationalmannschaft beteiligt.
2004 wurde Neuseeland eingeladen, repräsentiert durch die Mannschaft New Zealand Māori bei den Männern und die neuseeländische Frauen-Nationalmannschaft, die Black Ferns. 2005 entsandte Argentinien seine Reservemannschaft zum Männer-Turnier. Ursprünglich waren die New Zealand Māori vorgesehen, diese mussten jedoch wegen einer Terminkollision (Spiel gegen die British and Irish Lions) absagen. 2005 und 2006 fand kein Frauenturnier statt, da die Kanadierinnen sich als Gastgeberinnen der Frauen-Weltmeisterschaft 2006 vorbereiteten.
Ab 2006 nahmen je sechs Mannschaften teil statt wie zuvor vier. Zuerst hatten Südafrika und Wales Interesse gezeigt, schließlich entsandten Irland und Schottland ihre Reservemannschaften. Auch die New Zealand Māori waren wieder beteiligt, bevor diese 2008 durch die Reservemannschaft Argentiniens ersetzt wurden. Nachdem das Turnier bisher jedes Mal in Kanada stattgefunden hatte, war 2007 England erstmals Gastgeber. 2008 wurden einige Spiele in den Vereinigten Staaten ausgetragen. Georgien nahm bei der Ausgabe 2009 am Churchill Cup teil und ersetzte die Reserve Schottlands. 2010 und 2011 nahm Russland teil, 2010 Uruguay und 2011 Tonga.

## Ergebnisse
| Jahr | Austragungsort(e)                                 | Sieger Männer     | Sieger Frauen     |
| ---- | ------------------------------------------------- | ----------------- | ----------------- |
| 2003 | Vancouver                                         | England A         | England           |
| 2004 | Calgary, Edmonton                                 | New Zealand Māori | Neuseeland        |
| 2005 | Edmonton                                          | England A         | nicht ausgetragen |
| 2006 | Edmonton, Toronto, Ottawa und Santa Clara         | New Zealand Māori | nicht ausgetragen |
| 2007 | Stockport, Exeter, Henley, Northampton und London | England Saxons    | nicht ausgetragen |
| 2008 | Chicago, Kingston, Ottawa und Toronto             | England Saxons    | nicht ausgetragen |
| 2009 | Glendale und Commerce City                        | Irland A          | nicht ausgetragen |
| 2010 | Glendale und Harrison                             | England Saxons    | nicht ausgetragen |
| 2011 | Northampton, Gloucester, Esher und Worcester      | England Saxons    | nicht ausgetragen |